# Y Combinator
Y Combinator — венчурный фонд, работающий в формате бизнес-инкубатора для небольших компаний в сфере информационных технологий, основанный в марте 2005 года группой инвесторов во главе с Полом Грэмом. Фонд дважды в год инвестирует «небольшую сумму ($150 тыс.) в большое количество компаний (самый последний пример — 107 компаний)». Фонд в течение трехмесячного периода работает с теми, кто поступил на программу, помогает создавать продукт и найти инвесторов. При этом фонд инвестирует $150К и получает 7 % в компании.
Предыдущие условия инвестирования, которые действовали до апреля 2014 года: $17 тыс. за 7 % плюс дополнительные $80 тыс. которые конвертируются в долю по оценке следующего раунда инвестиций.

## Программа
Программа состоит из еженедельных обедов, куда приглашаются гости (эксперты в различных отраслях: основатели стартапов, венчурные капиталисты, адвокаты, бухгалтеры, журналисты, банкиры из инвестиционных банков, топ-менеджеры из больших технологических компаний), чтобы поговорить с основателями компаний. Гости часто дают советы или инвестируют в стартапы.
По сравнению с другими венчурными фондами, сам Y Combinator инвестирует незначительное количество средств (не более $150 тыс.), хотя Юрий Мильнер и SV Angel предложили каждой компании Y Combinator $150 тыс.. Незначительный объём финансирования Пол Грэм мотивирует тем, что вследствие распространения свободного программного обеспечения, появления языков программирования с динамической типизацией, распространения интернета и действия закона Мура, затраты на инвестиции в стартапы в сфере информационных технологий резко снизились. Журнал Wired назвал Y Combinator «стартовой площадкой для стартапов» и «наиболее влиятельной программой для выращивания предпринимателей в сфере ИТ».
Компания названа в честь комбинатора неподвижной точки — понятия в теории функциональных языков программирования.
Средняя оценка стоимости бизнеса компаний, прошедших через Y Combinator, согласно Полу Грэму, составляет $22,4 млн.

## История
С основания фонда до 2008 года программы действовали в Маунтин-Вью (Калифорния) и Кембридже (Массачусетс); с января 2009 года — только в Кремниевой долине.
В 2009 году Y Combinator, Sequoia Capital, Рон Конвэй (англ. Ron Conway) и Эйдин Сенкат (англ. Aydin Senkut) занялись поддержкой развивающихся стартапов с увеличенным размером инвестиций.
В 2011 году в ответ на широкораспространённую поддержку Stop Online Piracy Act, предложенного в Конгрессе США, Пол Грэм объявил, что ни одна компания, поддерживающая его, не будет приглашена на Y Combinator’s Demo Days, а также убеждал эти компании бойкотировать данный закон.

## Люди
В начале 2010 года в качестве консультанта к фонду присоединился основатель Auctomatic Харджит Таггар (англ. Harjeet Taggar).
В сентябре 2010 года в команду консультантов вошёл сооснователь Reddit Алексис Оганян.
В ноябре 2010 года создатель Gmail Пол Бакхайт и Харджит Таггар стали партнёрами Y Combinator.

## Наиболее известные компании
На июнь 2011 года Y Combinator профинансировал 316 стартапов.
В 2005 году принимало участие 8 компаний, в 2011 — более 60. Наиболее известные: Scribd, Reddit, Airbnb, Dropbox, Disqus, Posterous. Сайт Hacker News Пола Грэма также был создан как проект Y Combinator.

## Некоммерческие проекты
В 2013 году Y Combinator начал принимать некоммерческие организации. Самые известные некоммерческие организации включают:
- Watsi (краудфандинговое лечение в развивающихся странах),
- Immunity Project (разработка вакцины против ВИЧ / СПИДа с использованием машинного обучения),
- Noora Health (обеспечение пациентов персоналом, для присмотра за близкими, которые остались дома),
- CareMessage (мобильные технологии для улучшения показателей здоровья для пациентов с недостаточным уровнем обслуживания)
- Zidisha (прямые индивидуальные кредиты «лицо-лицу» для развивающихся стран)[18].

## Сообщество
Программа стипендий YC была объявлена в июле 2015 года с целью финансирования компаний на этапе идеи или прототипа. Первая партия стипендии YC включала 32 компании, которые получили грант безвозмездно. В январе 2016 года Y Combinator объявила о второй версии программы, участвующие компании получили инвестиции в размере 20 тыс. долл. США в обмен на 1,5 % акций.
Стипендия YC была недолговечной, так как в сентябре 2016 года новый генеральный директор Сэм Альтман объявил, что стипендия будет упразднена. В 2017 году Альтман планирует открыть Massive Online Open Course вместо стипендии.

## YC-исследования
Проект YC Research было запущен в октябре 2015 года. Это некоммерческая исследовательская лаборатория, ориентированная на долгосрочные исследования в области нерешённых наукой вопросов в различных сферах или разработку новаторских технологий. Исследователи оплачиваются как штатные сотрудники и могут получать стипендии в Y Combinator. OpenAI был первым проектом, проведённым YC Research, а в январе 2016 года было объявлено второе исследование по базовому доходу.